# Démosthène Ollivier
Pour les articles homonymes, voir Ollivier.
Démosthène Ollivier, né à Toulon le 25 février 1799, mort à Saint-Tropez le 23 avril 1884, est un homme politique français.

## Biographie

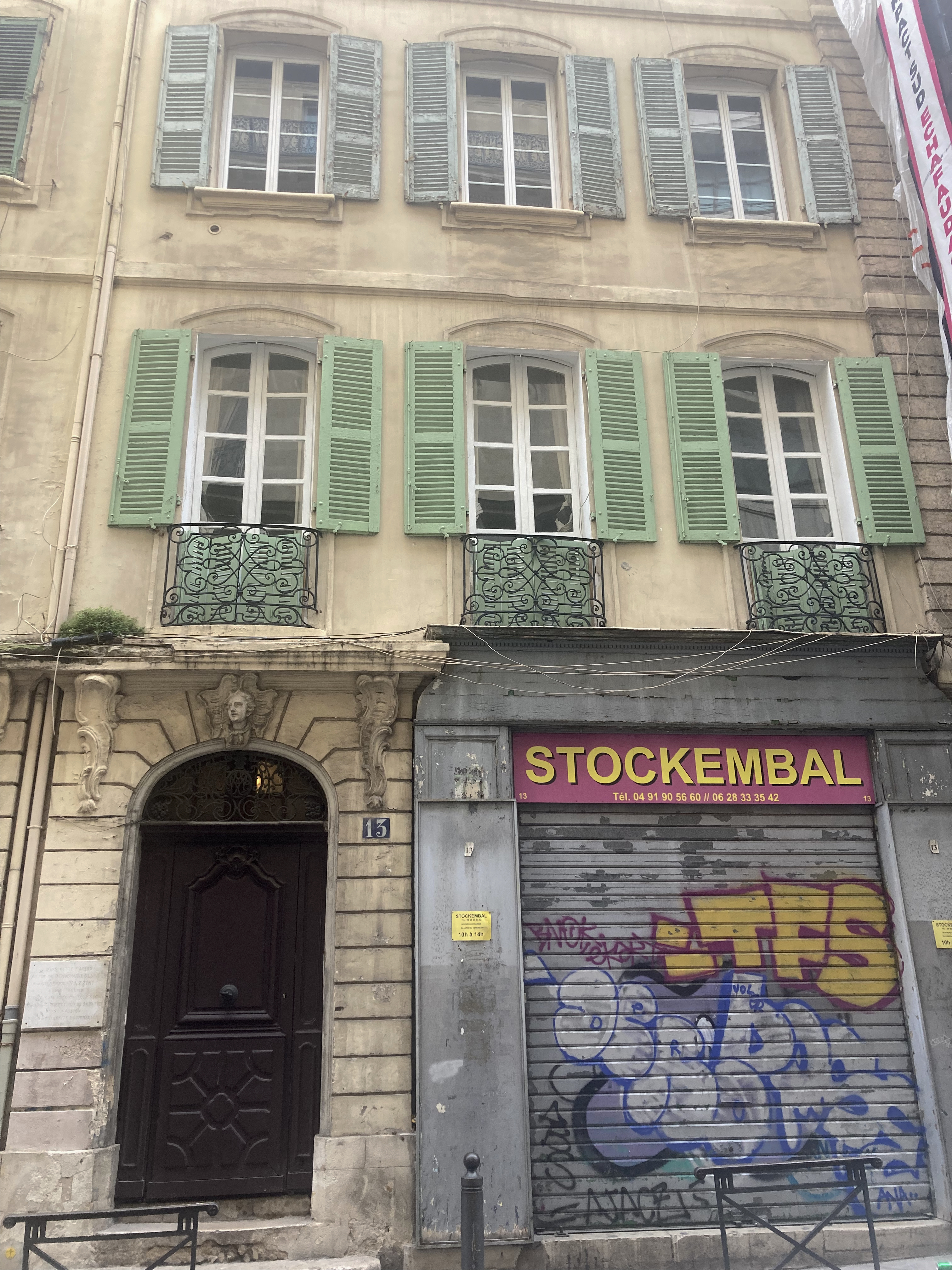
Point de vue daté de novembre 2021 sur la façade de l'immeuble appartenant à Démosthène Ollivier, 13 rue Vincent Scotto à Marseille.

Démosthène Ollivier est le troisième fils de Jean-Baptiste Ollivier, commis aux vivres de l'armée de la Convention puis secrétaire-greffier de la commune de Beausset et maître d'école au Beausset (Var), de son vrai nom Olivier Roblo (27/6/1759 Vannes, Morbihan - 19/2/1833 Toulon), époux au Beausset le 24/12/1793 de Marie-Agnès Pétré (30/9/1768 Machecourt, Aisne - 14/2/1853 Batignolles, Paris, 17e).
Il se destine de bonne heure au commerce, et dirige à Marseille une importante maison. D'opinions démocratiques, il prend part aux luttes de son parti contre la Restauration et la monarchie de Louis-Philippe.
Au cours des années 1830, il fait la connaissance du révolutionnaire italien Giuseppe Mazzini en exil à Marseille, avec qui il se lie d'amitié. Lors de son départ pour la Suisse, Mazzini lui confie le fils qu'il a eu avec Giuditta Bellerio Sidoli, qui décède en 1835 chez Ollivier.
Il devient conseiller municipal de Marseille en 1836, et éprouve, comme négociant, des revers de fortune et une faillite qui compromettent sa situation politique ; mais ayant réussi, grâce à un travail, à remplir ses engagements et à obtenir sa réhabilitation, il conserve la confiance de ses concitoyens.
Après la révolution de février 1848, Ollivier fait nommer commissaire général de la République à Marseille son fils Émile. Ollivier est élu (23 avril) représentant des Bouches-du-Rhône à l'Assemblée constituante. Il fait partie du comité du commerce et vote avec la portion la plus avancée du parti républicain : contre l'établissement du cautionnement, contre les poursuites à l'encontre de Louis Blanc et Caussidière, contre le rétablissement de la contrainte par corps, pour l'abolition de la peine de mort, pour l'amendement Grévy, pour le droit au travail, contre l'ordre du jour en l'honneur de Cavaignac, pour l'amnistie, contre l'interdiction des clubs, contre les crédits de l'expédition de Rome, pour l'abolition de l'impôt des boissons.
Adversaire déclaré de la politique du prince Louis-Napoléon Bonaparte, il est un des signataires de la motion tendant à la mise en accusation du président et de ses ministres, à l'occasion des affaires de Rome.
Non réélu à l'Assemblée législative, il continue de lutter, dans son département, pour les idées républicaines et radicales, proteste énergiquement contre le coup d'État du 2 décembre 1851, est arrêté et expulsé de France, et se réfugie en Belgique, puis en Italie. Il réside successivement à Nice et à Florence, et rentre en France en 1860. Il meurt le 24 avril 1884 au château de la Moutte.